# Општина Салатруку (Арђеш)
Салатруку (рум. Sălătrucu) општина је у Румунији у округу Арђеш.
Oпштина се налази на надморској висини од 648 m.